# Mon livre d'heures
Mon livre d'heures est un roman en gravures de l'artiste flamand Frans Masereel. Publiée en 1919, cette création se compose de 167 vignettes en noir et blanc, sans légendes. Elle est la plus longue que l'auteur ait conçue et son meilleur succès commercial. Le récit met en scène un homme ordinaire au début du XXe siècle dans une ville moderne.
Les illustrations, réalisées par procédé xylographique, s'inspirent du courant expressionniste par leur style émouvant et allégorique. En 1918, Masereel publie son premier roman sans paroles : 25 images de la passion d'un homme. Cette œuvre et Mon livre d'heures sont d'abord parus à Genève, où Masereel réside pendant la majorité de la Première Guerre mondiale. En Allemagne, l'éditeur Kurt Wolff propose une version économique et populaire du récit, assortie d'un avant-propos de l'écrivain Thomas Mann ; 100 000 exemplaires se vendent en Europe. Ce succès influence d'autres maisons d'édition, qui à leur tour décident de publier des romans en images. Ce mode artistique prospère dans l'entre-deux-guerres.
Par la suite, Masereel créé de nombreux autres livres, à commencer par Le Soleil (1919) et Idée (1920). Les milieux artistiques émettent des appréciations très élogieuses sur les travaux de cet auteur pendant la première moitié du XXe siècle ; néanmoins, à l'heure actuelle, son œuvre reçoit une attention moindre, excepté dans le milieu de la bande dessinée occidentale, pour qui ces narrations préfigurent le roman graphique.

## Synopsis
La narration met en scène un homme ordinaire du début du XXe siècle alors qu'il pénètre dans une ville. Le récit alterne les tonalités comiques et tragiques : le personnage principal soigne une femme malade, qui finit par perdre la vie ; le protagoniste envoie un pet vers un groupe d'hommes d'affaires ; le protagoniste est amoureux d'une prostituée, qui le rejette. Il part en voyage dans divers endroits du monde. À la fin, il quitte la ville et se rend en forêt, où il lève les bras en hommage à la nature, puis il décède. Son âme s'élève, piétinant le cœur du cadavre, salue le lecteur et s'envole vers le cosmos.

## Genèse de l'œuvre
Frans Masereel (1889–1972) est né dans une famille francophone à Blankenberge (Belgique). Il est âgé de 5 ans lorsque son père décède ; sa mère se remarie ensuite avec Louis Lava, médecin à Gand et dont les opinions politiques marquent Masereel dans sa jeunesse : à maintes reprises, il accompagne son beau-père à des manifestations socialistes. En 1907, il fréquente l'Académie royale des beaux-arts de Gand, qu'il quitte au bout d'un an pour étudier l'art à Paris. Durant la Première Guerre mondiale, il est traducteur bénévole pour la Croix-Rouge à Genève. En parallèle, il participe en tant qu'illustrateur à des revues engagées et au magazine Les Tablettes, où paraissent ses premières œuvres en gravure.
En ce début du XXe siècle, les artistes s'intéressent aux procédés xylographiques médiévaux, en particulier appliqués à des livres religieux appartenant au genre de la Biblia pauperum. La xylographie est une technique moins raffinée que la gravure sur bois, qui l'a supplantée. Dans les œuvres du XXe siècle, les créateurs emploient la xylographie, plus fruste, pour exprimer leur angoisse et leur frustration. À partir de 1917, Masereel commence à publier des illustrations en gravure. Toutefois, bien loin d'illustrer la vie de Jésus et des saints, l'auteur communique ses opinions politiques sur les dissensions parmi les gens ordinaires. En 1918, il crée son premier roman sans paroles : 25 images de la passion d'un homme, qui lui vaut de recevoir des critiques favorables. L'année suivante paraît Mon livre d'heures — dont le titre renvoie au livre d'heures médiéval — qui, parmi ses propres travaux, est toujours demeurée son œuvre préférée.

## Histoire de la publication
Les vignettes en noir et blanc se présentent au format 9 × 7 cm. En 1919, Masereel fait imprimer à 200 exemplaires son livre, à compte d'auteur, chez l'imprimeur suisse Albert Kundig (Genève) sous le titre Mon livre d'heures. L'œuvre est produite directement à partir des bois gravés originaux.
En 1920, l'éditeur Kurt Wolff charge Hans Mardersteig de négocier la publication en Allemagne,. Cette édition, elle aussi, provient des bois originaux. Tiré cette fois à 700 exemplaires, le volume s'intitule Mein Stundenbuch: 165 Holzschnitte. Par la suite, la même maison d'édition propose une version dite populaire, rendue plus abordable grâce au procédé d'impression de la galvanoplastie. Pour l'édition de 1926, l'écrivain allemand Thomas Mann rédige un avant-propos, où il écrit :

« Voyez ces lignes saisissantes en noir et blanc, ces gravures tout en ombre et lumière. Du début à la fin, vous serez captivés, depuis la première vignette où le train, plongeant dans la fumée épaisse, mène à son bord le héros vers la vie, jusqu'à la dernière, montrant la silhouette à tête de mort parmi les étoiles. Ce voyage passionné n'est-il pas pour vous d'une profondeur et d'une pureté sans précédent ? »

— Thomas Mann, Préface de l'édition allemande de 1926
Cette version remporte un franc succès ; au cours des années 1920, plusieurs réimpressions suivent et le livre se vend à plus de 100 000 exemplaires en Europe. Cette réussite incite d'autres éditeurs et artistes à élaborer des romans composés uniquement d'images.
En 1922, les États-Unis diffusent l'œuvre sous son titre traduit du français, toujours à partir des bois originaux, dans une édition tirée à 600 exemplaires avec un avant-propos de l'écrivain Romain Rolland,. Dans une édition relativement populaire éditée par une petite maison newyorkaise en 1948, le titre est devenu Passionate Journey sous la traduction de Joseph Milton Bernstein. En Angleterre, l'ouvrage n'a été édité qu'à partir des années 1980 chez Redstone Press (en) (Londres). Des éditions de ce livre sont parues dans de nombreux pays, y compris en Chine en 1933 et en 1957. Les premières éditions américaines ont éliminé deux vignettes du livre : la no 24, qui montre la relation charnelle du personnage principal avec une prostituée ; et la no 149, dans laquelle le protagoniste, représenté en géant, urine sur la ville. En 1971, l'éditeur Dover Publications restaure les pages manquantes ; depuis, toutes les versions américaines proposent le livre au complet.

## Analyse du style
« Je crois que ce travail porte l'essence de mon message ; j'y exprime ma philosophie et, sans doute, les 167 vignettes gravées de Mon livre d'heures contiennent tout ce que j'ai créé depuis : en effet, mes travaux ultérieurs ont développé de nombreux thèmes figurant dans ce livre. »

— Frans Masereel, Entretien avec Pierre Vorms, 1967
Masereel s'inspire du courant expressionniste pour élaborer un style émouvant, riche en allégories, satires et critiques sociales. Cette identité visuelle se retrouve tout au long de sa carrière. Par des mouvements discrets et sans exagération, l'auteur traduit une gamme étendue d'émotions. Les personnages, en majorité, adoptent une attitude simple et neutre, en contraste avec d'autres protagonistes affichant des sentiments plus intenses : amour, désespoir, extase. Selon son créateur, Mon livre d'heures s'inspire en partie d'évènements personnels ; quelques vignettes du livre mettent en évidence cette dimension autobiographique. Dans la première, Masereel se dépeint assis à son bureau avec ses outils de gravure ; dans la seconde, le personnage principal apparaît, vêtu exactement comme l'auteur. Martin S. Cohen, spécialiste en littérature, estime que ces codes graphiques sont fondateurs d'un langage universel partagé par tous les romans en images ultérieurs.
Masereel, par les titres de ses deux premiers romans en gravures, fait allusion à des références religieuses : 25 images de la passion d'un homme renvoie à la Passion du Christ ; Mon livre d'heures rappelle les livres d'heures du Moyen Âge. En effet, à l'époque médiévale, ces ouvrages s'appuient largement sur les allégories ; or, celles-ci tiennent une place essentielle dans l'œuvre de Masereel. Toutefois, au lieu des modèles proposés dans les moralités, il puise dans l'iconographie socialiste. Par ailleurs, l'auteur s'inspire en partie de la grammaire visuelle des films muets (cadrage, montage et perspective). Thomas Mann déclare que « Mon livre d'heures est mon film préféré ».
David Beronä, critique universitaire spécialiste des proto-romans graphiques, voit dans cet ouvrage un véritable catalogue des activités humaines ; à cet égard, il le compare à Feuilles d'herbe de Walt Whitman et à Howl d'Allen Ginsberg. L'écrivain autrichien Stefan Zweig rappelait que « si tout devait disparaître, livres et monuments, photos et mémoires, à l'exception des gravures exécutées par Masereel en dix années, nous pourrions reconstruire entièrement notre civilisation actuelle à partir de ses travaux ». Le critique Chris Lanier pense lui que le personnage principal attire les lecteurs car l'auteur se garde de toute posture moralisatrice ; « bien au contraire, estime Lanier, Masereel nous propose sa narration en tant que technique artistique ; il nous appartient de l'examiner et de la juger ». D'après Beronä, cette posture ouverte et assez souple laisse libre cours aux interprétations personnelles.
À l'inverse d'œuvres imitant celles de Masereel, les vignettes ici ne développent pas une succession d'actions : elles évoquent plutôt des photographies prises sur le vif d'évènements liés à la vie du personnage principal. La succession d'images est précédé juste après le titre par deux citations littéraires :

« Voyez ! Je ne donne ni leçons, ni aumônes mesquines. Quand je donne, je me donne tout entier. »

— Walt Whitman, Feuilles d'herbe, 1855

« ... des plaisirs et des peines, des malices, facéties, expériences et folies, de la paille et du foin, des figues et du raisin, des fruits verts, des fruits doux, des roses et des gratte-culs, des choses vues, et lues, et sues, et eues, vécues ! »

— Romain Rolland, Colas Breugnon, 1919

## Accueil critique et postérité
L'éditeur Kurt Wolff, impressionné par l'œuvre, organise sa diffusion en Allemagne et, par la suite, celle des autres créations de Masereel. Wolff propose de nombreuses rééditions de Mon livre d'heures, qui gagne une telle popularité en Europe qu'il s'écoule à 100 000 exemplaires. D'autres maisons d'édition publient à leur tour des romans en gravures, mais aucun n'atteint un succès comparable à ceux de Masereel, que Beronä qualifie d'« auteur le plus influent concernant ce mode d'expression artistique ».
Le livre remporte d'abord un succès modeste aux États-Unis ; toutefois, dès les années 1930, les critiques professionnels saluent en Masereel le fondateur du roman sans paroles. Dans les années 1970 naît un regain d'intérêt pour ces créations et Mon livre d'heures est l'œuvre la plus souvent réimprimée.
Si les narrations graphiques s'apparentent fortement aux bandes dessinées en vogue au début du XXe siècle, les livres de Masereel se distinguent par leur qualité. En effet, ils sont issus des beaux-arts et ils s'adressent aux esthètes. L'influence de Masereel n'est pas aussi évidente dans la bande dessinée que dans les milieux de la littérature, du cinéma, de la musique et de la publicité. Au commencement du XXe siècle, les travaux de Masereel jouissent d'une grande notoriété, comme en témoignent les expositions qui leur sont consacrées et les prix décernés à l'artiste. Au fil du temps, cet intérêt s'est émoussé et seuls les cercles de la bande dessinée reconnaissent en Masereel et son Livre d'heures les précurseurs du roman graphique,.